# Френско грозде
Френското грозде (Ribes) е род плодни растения, единственият в семейство касисови (Grossulariaceae). В зависимост от цвета на плода се различават три вида френско грозде: бяло (Ribes niveum), червено (Ribes rubrum) и черно (Ribes nigrum, касис). Има големина от 80 до 150 cm.
Френското грозде вирее на слънце и полусянка. Цъфти през април и май с жълти цветове.
Познати са около 150 вида френско грозде.

## Видове и разпространение вБългария
- Цариградското или немското грозде (Ribes grossularia) се среща в Стара планина, Рила, Витоша, Родопите и др.
- Черното френско грозде (Ribes nigrum) се среща по Западните Родопи;
- Алпийското френско грозде (Ribes alpinum) се среща в Стара Планина, Рила, Витоша, Пирин и Родопите;
- Скалното френско грозде (Ribes petraeum) се среща в Средна Стара планина, Рила, Пирин и западните Родопи;
- Ribes Multiflorum – в Люлин, Конявската планина и Витоша